# Magyarország vízrajza
Magyarország vízrajzát alapvetően meghatározza az a tény, hogy a Kárpát-medence közepén fekszik, a Kárpátok félkörétől körülvéve. Az országban nincs lefolyástalan terület, minden felszíni víz a déli középpont felé gravitál, és onnan a Dunán, a Vaskapu-szoroson keresztül a Fekete-tengerbe jut. Az egész terület a Duna vízgyűjtő területéhez tartozik.

## Folyók
Az évi vízmérleg többletet mutat, évente körülbelül 100 milliárd m³ víz hagyja el az országot dél felé. Ennek csak 10%-át adja a csapadék, a többit a környező területekről érkező folyók hozzák.
Magyarország területének egynegyede eredetileg ártér, azaz vízjárta terület volt az ember által végzett folyószabályozások előtt. Ezen él a lakosság fele, itt épült a települések 30%-a, az út-és vasútvonalak fele. Ezt a 23 000 négyzetkilométernyi területet mintegy négyezer kilométernyi földtöltés védi az áradásoktól. A 19. század vízgazdálkodásának nagyszabású folyószabályozásai és lecsapolási beavatkozásai előtt az erdős sztyeppvidékeket a rendszeresen kiöntő nagy vízhozamú folyók bonyolult kanyarulatai mentén kiterjedt mocsaras és láprétes vizes élőhelyek tarkították.
Magyarországon 9800 vízfolyás szerepel a vízügyi nyilvántartásban, amelyek közül csak 1031 vízfolyás vízgyűjtő területe haladja meg a 10 négyzetkilométert, melyek együttes hossza 18 800 kilométer. Az összes vízfolyás együttes hossza Magyarországon 52 355 kilométer.
Vízrajzilag Magyarország területe két részre osztható, a Duna és a Tisza vízgyűjtőjére.
A folyók jelenlegi hálózata a földtörténeti harmadidőszak végén, a negyedidőszak elején alakult ki, amikor a Pannon-tenger a Vaskapu-szoroson át visszahúzódott a medencéből.
Általában a nyár végén, ősz elején érik el legalacsonyabb vízszintjüket, ritkábban a tél folyamán.

### Duna
A Duna Európa második leghosszabb folyója a Volga után; magyar szakasza 417 km hosszú, ebből 140 km a magyar-szlovák határ egy szakaszát alkotja, Oroszvár és az Ipoly torkolata között.
Az ősi Duna először a mai Kisalföld területét töltötte fel, és onnan délre haladt, majd a mai Dráva medrén keresztül egy belső tó-rendszerbe torkollott, amely a Kárpát-medence déli részén alakult ki. A Dunántúl térszínének emelkedése miatt kényszerült az ősfolyam a visegrádi szorosba, amelyet alaposan kimélyített - erről a Dunakanyar 2-300 méter mély teraszos völgye tanúskodik.
A szoros elhagyása után az ős-Duna szétterült a Nagyalföldön, nagyban hozzájárulva annak mai szintre történő feltöltődéséhez törmelékkúpok kialakításával. A folyam mai medervonala a pleisztocén késői szakaszában szilárdult meg.
A klímaváltozás aszályt okozó hatásai előtt évente általában két jelentős árhullám vonult le a Dunán és a Tiszán. Az egyik a tavaszi jeges ár, a másik pedig a kora nyári zöldár volt. Az első a hegyekben felhalmozódott hó olvadásának eredménye, és különösen veszélyes lehet, ha a folyókat még jég borítja. A szabályozások óta ez a veszély kisebb, emellett hideg teleken kis jégtörő-flottilla is készen áll a jégtorlaszok kialakulásának megakadályozására. Az általában nagyobb vizet hozó zöldárat a nyár eleji esőzések táplálják. A környező hegyvidékeken kialakuló rendkívüli esőzések azonban szinte az év bármely időszakában okozhatnak jelentős árvízveszélyt.
A Duna vízhozama Budapestnél a legmagasabb vízállás idején 10 000 m³/sec, a legalacsonyabbnál 600 m³/sec. A legmagasabb és legalacsonyabb vízszint közötti különbség 6-8 méter is lehet. Az árvízvédelmi rendszerek kielégítőek, de csúcsközeli vagy azt meghaladó áradásokkor rendre veszélyes helyzetek is keletkeznek. A folyam partjai mentén magyar területen 1,25 millió hektár áradástól védett terület található, kb. 1200 kilométer gát mögött.
A folyamot már a 19. században szabályozták. Magyar szakaszán végig hajózható, a két méteres hajózó vízmélységet általában sikerül biztosítani. A bős-nagymarosi vízlépcső részleges megvalósítása a Duna kisalföldi szakaszán sok szempontból új helyzetet teremtett.
A Duna jobbparti mellékfolyói Magyarországon nem hoznak jelentős víztömeget. A legnagyobbak a Lajta, a  Rábca,  Rába (aminek a teljes hossza: 322 km, ebből a magyarországi szakaszának hossza 211.3 km), Marcal és a Sió-csatorna (aminek a teljes hossza 120.8 km) ami a Balatonból eredő vizeket veszi föl, illetve a Siót táplálja a Kapos, valamint a Sárvíz.
A legjelentősebb jobb oldali mellékfolyója a Dunának a térségben a Dráva, (teljes hossza: 749 km) amely egy hosszabb szakaszon egyben magyar-horvát határfolyó is, de a Dráva már a magyar határon túl csatlakozik a Dunához.
A Duna balparti mellékfolyója: az Ipoly, jelenlegi teljes hossza: 212,4 km, magyarországi (pontosabban a magyar–szlovák határon folyó) szakaszának hossza 143 km.
A klímaváltozás következtében a közelmúltban Magyarországon évek óta jelentősen lecsökkent az átlagos csapadékmennyiség és a gyakoribb aszályos időszakok hatására, a 2015-2025 közötti időszakban a Duna éves vízhozamának tíz százalékos csökkenését mérték a vízügyi szakemberek.

### Tisza
Magyarország második legfontosabb folyója, egyben a Duna leghosszabb mellékfolyója a Tisza. A Kárpát-medence keleti felére kiterjedő vízgyűjtő területéből 45.000 km² van hazánk területén. A 19. századi szabályozás előtt teljes hossza 1.419 km volt, ebből 955 km az ország mai határain belül. A szabályozás ezeket az adatokat 977, illetve 597 km-re csökkentette.
A szabályozás ellenére kimondottan középszakasz-jellegű folyó maradt, meanderekkel, természetesen lefűződött vagy átvágással keletkezett holtágakkal, morotvákkal, homokpadokkal kiterjedt ártéri erdőkkel. Magyarországi szakasza lassú sodrású, alacsony esésű. Szabályozása előtt rendszeresen elöntött mintegy két millió hektárt. A Tiszán a tavaszi és a nyár eleji nagyvizen kívül volt egy kisebb őszi áradása is. Legalacsonyabb vízállása télen mutatkozott. A Duna és a Tisza tavaszi árvizeinek időbeli egybeesése a Tisza alsó szakaszát visszaduzzasztotta, ami különösen katasztrofális árvizeket tudott okozni (például a szegedi árvíz 1879-ben). A gátjainak hossza Magyarországon meghaladja a 4000 km-t. A szabályozások során lefűződött holtágak medreit keskeny és mély csatornákká alakították, hogy a belvizeket el-, az öntözővizeket pedig a szántóföldekhez vezessék. Szabályozták az áramlásuk irányát és a vizük mennyiségét. Az aszályos időszakokban csapolják a talajvizet.
A jelenlegi medre geológiailag nagyon fiatal, a pleisztocén legvégén alakult ki; előtte a Nyírséget délről kerülte meg. Mellékfolyóival együtt hatalmas, de lapos hordalékkúpokat épített fel a Nagyalföld peremén.
A jobbparti mellékfolyói közül jelentős a Bodrog (teljes hossza 65 km, ebből a magyarországi szakaszának hossza 51,1 km), amelynek a torkolata Tokaj közelében az idők folyamán gyakran változtatta helyét. Erről tanúskodnak a közeli holtágak, árterek.
A következő nagyobb jobb oldali mellékfolyó a Sajó (teljes hossza 230 km, ebből a magyarországi szakaszának hossza 125.1 km), amely felveszi a Bódva és a Hernád (teljes hossza: 286 km, ebből a magyarországi szakaszának hossza 118,5 km) vizét is.
Tiszafüred alatt folyik a Tiszába az Eger-patak, Szolnoknál pedig a Zagyva (teljes hossza 180 km), amely addigra már begyűjtötte a Galga és a Tápió vizeit.
Ettől délre már nincs jelentős jobb oldali mellékvize a Tiszának; a Duna–Tisza köze viszonylag száraz hátságáról csak száraz völgyek (aszók) vezetnek a Tiszába.
A balparti mellékfolyói közül hazánk területén az első két jelentősebb a Szamos (hossza Déstől 250 km, ebből magyarországi szakaszának hossza 51,5 km) és a Kraszna (teljes hossza 193 km, ebből a magyarországi szakaszának hossza 46 km).
A következő jelentős folyó a Körös – amit Hármas-Körösnek is neveznek, mivel már magába fogadta a Fehér-Körös (teljes hossza 235,7 km, ebből a magyarországi szakaszának hossza 9,8 km), a Fekete-Körös (teljes hossza 168 km, ebből a magyarországi szakaszának hossza 20,5 km) és a Sebes-Körös (teljes hossza 209 km, ebből a magyarországi szakaszának hossza 58,6 km), valamint a Berettyó (hossza 167 km) és a Hortobágy folyó vizeit. A 19. század nagy szabályozásai előtt ez az egész vidék egy végtelen tőzegláp volt, ma öntözőcsatornák szabdalják a tájat.
Az utolsó és egyben legnagyobb mellékfolyója a Tiszának Magyarországon a Maros, teljes hossza: 749 km, ebből a magyarországi szakaszának hossza 49,5 km).
A Tisza kisebb hajók számára hajózható Dombrádig. A Tiszántúlon jelentős területeket öntöznek a vizével.

## Csatornák

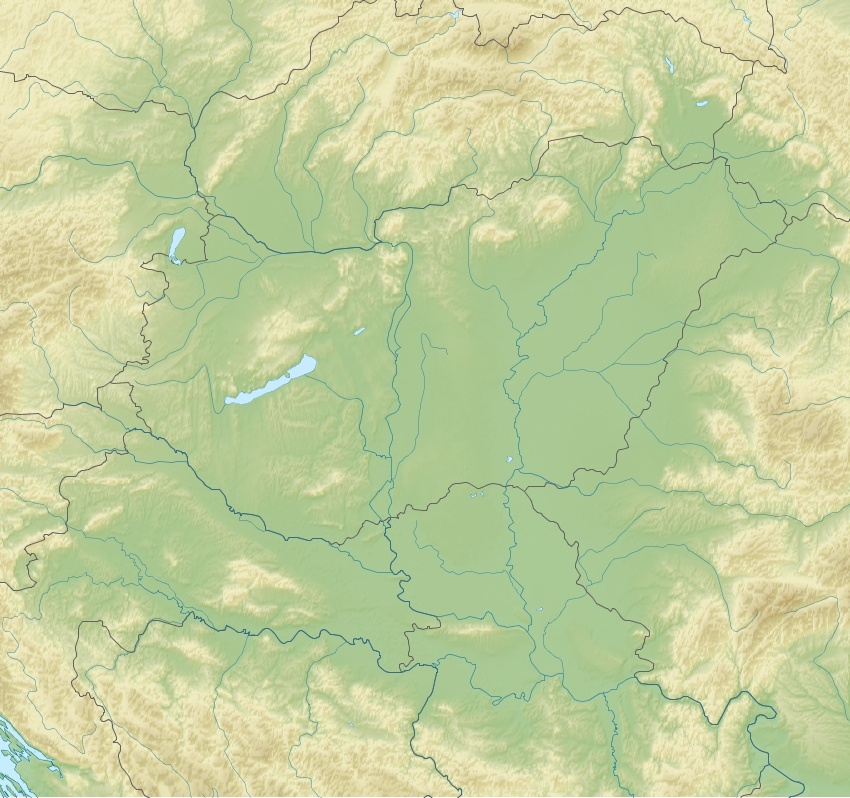
Magyarország topográfiai térképe

A nagy folyószabályozások idején nem csak árvízvédelmi, hanem részben vízi közlekedési céllal is építettek csatornákat Magyarországon. A Dunántúl legfontosabb ilyen műve a 100 kilométeres Sió csatorna, amely a Balatont és a Dunát köti össze.
A Hansági-főcsatorna a Fertő és a Duna között tőzeglápot tette termőterületté. A 97 km-es Keleti-főcsatorna, amelyet csak 1945 után fejeztek be, a tiszántúli száraz területek öntözését szolgálja.
Az összes magyarországi belső vízi út és öntözőcsatorna hossza 26 000 km körül van.

## Állóvizek

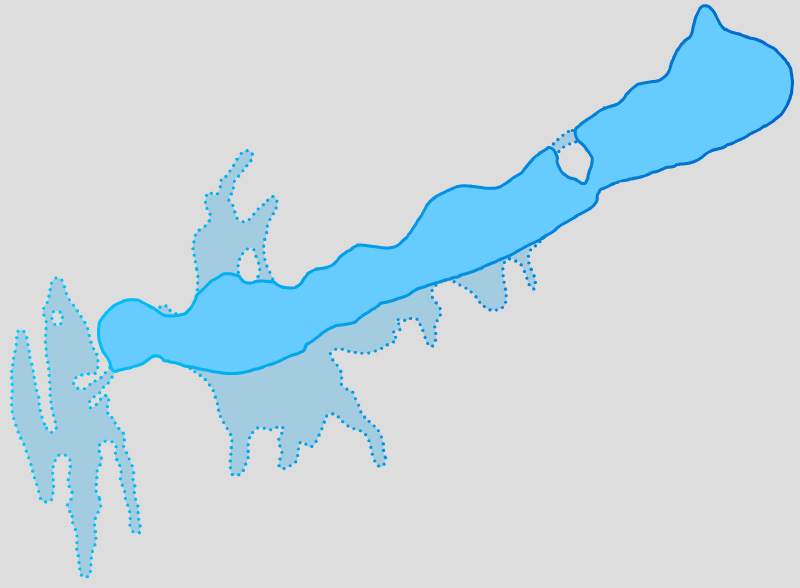
A Balaton régebbi kiterjedése

Magyarországon 3805 tavat és vizes területet tartanak nyilván, amelyből közel 3500 állóvíznek számít, és ezeknek a medre sem régebbi, mint a pleisztocén, és maguk a tavak mindössze néhány tízezer éve alakultak ki. Igazán mély tó nincs az országban. A sekély tavak vize nyáron gyorsan felmelegszik, és ez fürdőzésre különösen alkalmassá teszi azokat. Tavaink 75 százaléka mesterséges tó. A magyarországi állóvizek összes területe 1685 négyzetkilométer, amely mintegy 2 százaléka az ország területének.
A magyarországi tavakat keletkezésük szerint a következő módon lehet osztályozni:
- szerkezeti mélyedéseket kitöltő tavak (például a Balaton és a Velencei-tó),
- elgátolt medencét kitöltő tavak: (pl. a folyami hordalékkúpokkal elrekesztett Fertő tó, a csuszamlással elgátolt Arlói-tó Ózd környékén),
- lefűződött folyókanyarulatokban kialakult morotvatavak (pl. a Kalocsa környéki Szelidi-tó),
- alföldi mélyedéseket, homokhátak közti laposokat megülő szikes tavak (pl. a szegedi Fehér-tó, ami egyben jelentős természetvédelmi terület is, a Nyíregyháza melletti Sóstó),
- langyos vagy meleg vizű forrástavak (a Hévízi-tó, a miskolctapolcai forrástó),
- dolinatavak (a Vörös-tó az Aggteleki-karszton),
- mesterséges tavak (pl. a nagy folyók hordalékkúpjain folytatott kavicsbányászat nyomán kialakult úgynevezett bányatavak, a hortobágyi halastavak, a gáttal felduzzasztott Tisza-tó, a hajdani téglagyár felhagyott agyaggödrét kitöltő budapesti Feneketlen-tó).

A Balaton nem csak Magyarország, hanem Közép-Európa legnagyobb tava is. Felülete 600 km², hossza 77 km és maximális szélessége 14 km. 104 méteres tengerszint feletti magasságon helyezkedik el, és átlagos mélysége 3 m. Legmélyebb pontja Tihanynál 12,5 m.
A Kis-Balaton eredetileg a nagy tó része volt. Jelenlegi mocsaras természetvédelmi terület, amely fontos szerepet játszik a Balaton jó vízminőségének megőrzésében.

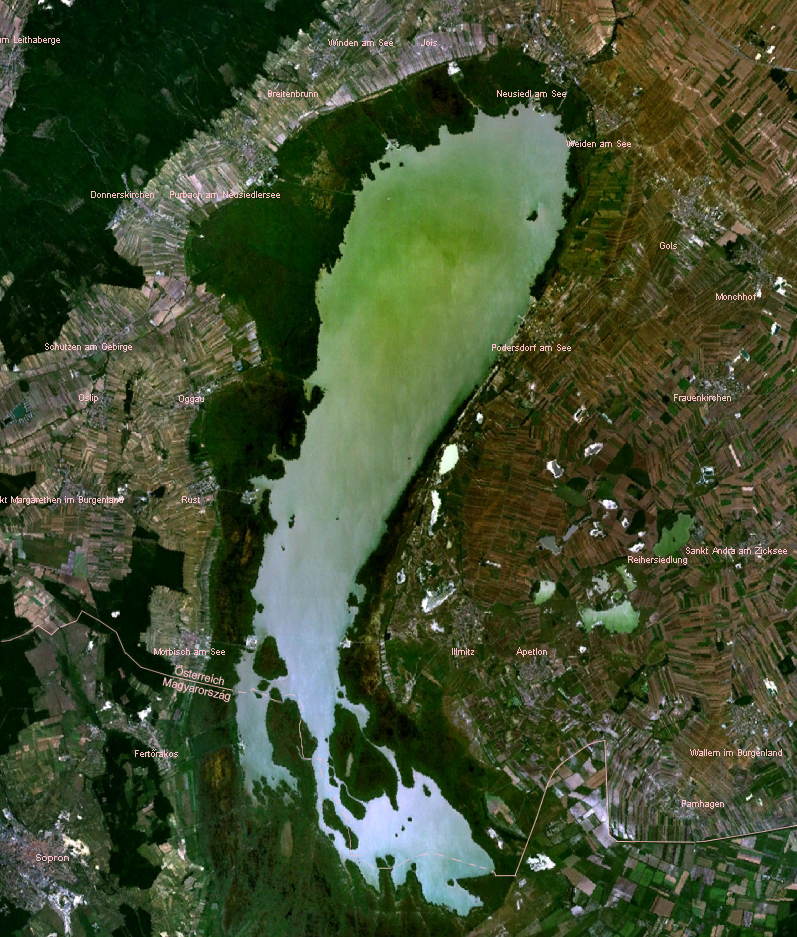
A Fertő egy műholdképen

Magyarország második legnagyobb tava a Fertő tó az osztrák határon. A sekély, mindössze 1,5 méteres átlagos mélységű tó 315 km²-es felszínéből 75 km² tartozik Magyarországhoz.
A következő nagy magyar állóvíz, a Velencei-tó is egy sztyeppi tó, a feltöltődés előrehaladott állapotában. Területe 26 km², de ebből csak 16 km² a nyílt víz, a többi nádas.
A 19. századi nagy vízszabályozások számos korábbi lápvidéket, a melyek eredetileg szintén sztyeppei tavak voltak, teljesen felszámolt. Ilyenek voltak például a Sárrét a Dunántúlon, illetve az Ecsedi-láp a Tiszántúl északi részén.

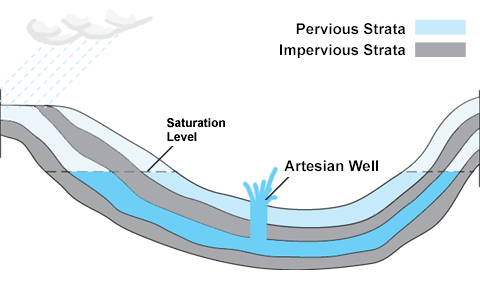
Egy medence sémája geológiai rétegekkel és artézi kúttal

## Felszín alatti vizek
A szárazföld vizeit három csoportba sorolhatjuk:
- felszín alatti vizek
- folyóvizek
- állóvizek

Vizeink a csapadékból származnak. A források száma, azok vízhozama, a felszíni vízhálózat sűrűsége, vízbősége mind a lehullott csapadék mennyiségétől függ. A lehulló csapadék lefolyik a lejtőn, beszivárog a talajba és a kőzetek repedéseibe vagy elpárolog. Magyarország medencejellege és földtani felépítése következtében felszín alatti vizekben rendkívül gazdag, sőt gyógyvizekben Európa egyik leggazdagabb országa.
A legfelső vízzáró réteg fölötti talajvíz átlagosan 3-6 méteres mélységben érhető el, a folyók árterén azonban a talajvíz mindössze 1–2 m, dombhátakon viszont 8–10 m mélyen található. A talajvíztükör a csapadékmennyiség függvényében ingadozik. A talajvíz korábban az ivóvíz legfontosabb forrása volt, azonban a felszínről bemosódó szennyeződés (pl. a műtrágyahasználatból fakadó nitrát- és ammóniaszennyeződés) általában ivásra alkalmatlanná tette.
Emiatt már a 19. század végén, a 20. század elején megnőtt a nagyobb mélységekben elérhető rétegvizek, azaz két vízzáró réteg között elhelyezkedő vizek szerepe. Fúrásokkal szinte bárhol az országban lehet rétegvizet a felszínre hozni (artézi kút). Az ilyen kutak száma meghaladja az 50 ezret. A felszínre hozott vízben található oldott ásványi anyagokat gondosan elemezni kell, mert egyáltalán nem minden természetes víz egészséges. Az Alföld jelentős részén komoly gondot okoz a mélységi vizek természetes arzéntartalma.
A kedvező hatású oldott ásványi anyagok miatt gyógyhatással is rendelkezhetnek, és/vagy magas hőmérsékletűek. Helyenként természetes forrásokként is a felszínre törtek, mint Hévíz vagy a több Tapolca nevű helység esetében (ez a szláv eredetű szó is hőforrásra utal). Régi magyar nyelven ugyancsak meleg vizet jelent a Hejő folyócska neve is. Budapesten is gyakoriak a hőforrások, amire jelentős fürdőkultúra épült már a török kor óta. A budai Malom-tavat is ilyen hőforrás táplálja.
A nagy mélységből érkező vizek hőmérséklete akár 70-90 °C-os is lehet (pl. a budapesti Városligetben a Széchenyi gyógyfürdő 1250 m mélyről 76 °C-os, Zalakaroson 2370 m mélységből 96 °C-os víz tör fel). E vizek értékes ásványi anyagokat tartalmaznak (szénsavas, vasas, timsós, jódos, kénes vizek), így gyógyászati célra rendkívül alkalmasak.
A felszín alatti vizek között külön csoportot alkotnak a mészkőhegységek mélyében rejtőző karsztvizek. A felszíni vizekben és talajvízben szegény mészkőhegységekben a karsztvíz ivó- és ipari vízként egyaránt fontos. A gyógyforrásokat tápláló karsztvizek és a bányászat konfliktusa csak hosszú idő után rendeződött — a bányászat gazdasági okok miatti megszűnésével.